# Ківінда Даніель Ванжіо
Даніель Ванжіо Ківінда (нар. 31 серпня 2004, Харків, Україна) — український футболіст, центральний нападник «Дніпро-1».

## Клубна кар'єра
Народився 31 серпня 2004 року в Харкові. У ДЮФЛУ з 2016 по 2020 рік виступав за дніпровські клуби «Дніпро-2004», «Дніпро» та ДАФ. На початку вересня 2020 року перейшов до «Дніпро-1», де спочатку виступав за юнацьку команду. Наприкінці грудня 2021 року підписав нову 3-річну угоду з дніпровським клубом. Навесні 2022 року в ЗМІ з'явилася інформація, що «Дніпро-1» готовий продати найкращого бомбардира юнацького чемпіонату України до лісабонської «Бенфіки», але перехід так і не відбувся.
На початку липня 2023 року переведений до першої команди «спортклубівців». У футболці головної команди «дніпрян» дебютував 6 серпня 2023 року в переможному (2:1) домашньому поєдинку 2-го туру Прем'єр-ліги України проти житомирського «Полісся». Даніель вийшов на поле на 63-й хвилині замість Валентина Рубчинського.

## Кар'єра в збірній
Наприкінці березня 2019 року отримав дебютний виклик до юнацької збірної України (U-15) на товариські матчі проти однолітків з Румунії. Дебютував за юнацьку збірну України (U-15) 4 квітня 2019 року в переможному (2:0) товариському матчі проти румунських однолітків. Також виходив на поле в переможному (3:1) матчі Кубку розвитку УЄФА проти юнацької збірної Кіпру (U-15). Загалом за команду U-15 провів 2 поєдинки.
20 вересня 2019 року став одним з 20-ти гравців, яких викликав Сергій Нагорняк у розташування юнацької збірної України (U-16) на товариські матчі проти юнацької збірної Бельгії (U-16). 24 та 26 вересня 2019 року зіграв в обох поєдинках проти однолітків з Бельгії. Загалом провів 2 матчі за команду U-16.